# Saison 2012-2013 du Football Club Vendenheim-Alsace
Maillots
Dernière mise à jour : 10 mars 2013.
Chronologie
Saison précédente
La saison 2012-2013 du Football Club Vendenheim-Alsace est la deuxième saison consécutive du club alsacien en première division du championnat de France et la douzième saison du club à ce niveau depuis 1974.
Dominique Steinberger est à la tête du staff fédinois lors de cette nouvelle saison qui fait suite à une saison en première division où le club a été le seul promu à se maintenir. Ainsi, les objectifs pour cette saison sont modestes, les dirigeants souhaitant obtenir le maintien le plus rapidement possible. Lors de la trêve hivernale, n'ayant plus confiance en leur entraineur, les dirigeants du club le remercient et nomment Stéphanie Trognon à sa place.
Le FC Vendenheim va également évoluer au cours de la saison en Coupe de France.

## Avant saison

### Transferts
En ce début de saison dans l'élite, le club cherche à se renforcer et enrôle sept nouvelles joueuses, Charlotte Landrieux du FCF Hénin-Beaumont, Romane Munich du FC Saarbrücken, Viviane Boudaud et Cloé Faillant des moins de 19 ans de l'Olympique lyonnais, Félicité Hamidouche du Herblay FAS, Cindy Thomas du Paris Saint-Germain et Rebecca Millock de l'université Harvard. Les dirigeants enrôlent également Eric Akoun en tant qu'entraineur adjoint à Dominique Steinberger. Lors de la trêve hivernale, le club se renforce en enrôlant deux joueuses, Kheira Bendiaf du FC Rouen et Noémie Sturm qui reprend après une pose de quelques mois.
Le club fait également face à plusieurs départs, puisque Loanne Schneider part au CS Mars Bischheim, Jeanne Haag et Noémie Freckhaus rentre en Allemagne au SC Sand et Lilia Boumrar signe à la VGA Saint-Maur. Lors de la trêve hivernale, le club fait face à deux départs, celui de Cindy Thomas qui par au Standard de Liège et celui de Delphine Soret qui retourne au CS Mars Bischheim.
Durant la trêve hivernale, le dirigeants du club remercie l'entraineur en place, Dominique Steinberger, qui est remplacé par une membre du club, Stéphanie Trognon.

### Préparation d'avant-saison
Avant son premier match officiel de championnat prévu le 9 septembre, le FC Vendenheim a programmé cinq matchs amicaux face au moins de 15 ans de La Sportive Molsheim, à l'ASV Hagsfeld (de), au RSC Anderlecht à l'AS Algrange et au CS Mars Bischheim.

## Compétitions

### Championnat

#### Phase aller - Journée 1 à 11
La saison 2012-2013 de Division 1 est la trente-neuvième édition du championnat de France de football féminin. La division oppose douze clubs en une série de vingt-deux rencontres. Les meilleurs de ce championnat se qualifient pour la Ligue des Champions (les deux premiers). Le FC Vendenheim participe à cette compétition pour la douzième fois de son histoire.
La compétition débute pour le FC Vendenheim, le dimanche 9 septembre 2012 à 15 h, par un match face au FF Issy. Les Alsaciennes pour leur premier match de la saison, s'imposent d'un but d'écart sur le score de deux buts à un grâce à Cindy Thomas et Joanna Schwartz. Les filles de Dominique Steinberger continuent sur leur lancée lors de la deuxième journée en s'imposant face aux joueuses du Rodez AF sur le score de deux buts à zéro, avant de sombrer à domicile la semaine suivante face au FF Yzeure sur le score de quatre buts à un. Lors de la quatrième journée, les Alsaciennes sont balayées par les championnes de France en titre, l'Olympique lyonnais sur le score sans appel de treize buts à zéro.
Après leur lourde défaite lors de la journée précédente, les filles de Dominique Steinberger réalisent une nouvelle contre-performance en étant tenues en échec sur leur pelouse par le Toulouse FC sur le score d'un but partout. Les Alsaciennes craquent une nouvelle fois lors de la journée suivante en s'inclinant sur leur pelouse face aux joueuses du FCF Juvisy sur le score de trois buts à zéro, puis s'inclinent de justesse face à l'EA Guingamp sur le score d'un but à zéro.
Lors de la huitième journée, les Alsaciennes sont tenues en échec par l'AS Saint-Étienne zéro à zéro sur leur pelouse, avant de sombrer la semaine suivante chez le Montpellier HSC en encaissant six buts pour aucun marqué, puis de s'incliner une nouvelle fois face au Paris SG sur le score de trois buts à zéro. L'ultime match de la phase aller du club alsacien est reporté au 13 janvier à cause des intempéries empêchant le FC Vendenheim de se déplacer dans le Pas-de-Calais. Les Alsaciennes ne profitent pas de ce match en retard pour se relancer, puisqu'elle s'incline sur le score de deux buts à zéro face à des concurrentes directes pour le maintien.

#### Phase retour - Journée 12 à 22
Le premier match retour et le dernier avant la trêve hivernale des Fédinoises face au Rodez AF est reporté à une date ultérieure à cause des intempéries. La reprise du championnat s'effectue le 6 janvier, et les joueuses de Dominique Steinberger entament cette année 2013 par une nouvelle défaite face au FF Yzeure sur le score de trois buts à zéro. Le match de la 14e journée qui devait les opposer à l'Olympique lyonnais est reporté à une date ultérieure du fait des conditions climatiques sur l'Alsace. Les Fédinoises, entre leurs nombreux matchs reportés, saisissent l'occasion de glaner des points chez le Toulouse FC lors de la 15e journée en accrochant un match nul zéro partout, qui ne satisfait cependant ni les uns, ni les autres. Lors de la journée suivante, le club s'incline lourdement face au FCF Juvisy sur le score de quatre buts à zéro et ce malgré dix premières minutes plutôt équilibrés avant que les individualités franciliennes ne prennent le dessus. Le 10 mars, les Fédinoises s'inclinent dans un match décisif sur le maintien face au Rodez AF en match en retard de la 12e journée sur le score d'un but à zéro, condamnant quasiment le club à la relégation.

### Coupe de France
La coupe de France 2012-2013 est la 12e édition de la coupe de France, une compétition à élimination directe mettant aux prises les clubs de football à travers la France métropolitaine et les DOM-TOM. Elle est organisée par la FFF et ses ligues régionales.
Marinette Pichon effectue un tirage abordable pour les Fédinoises qui joueront à l'extérieur, face à l'US Blanzinoise, qui évolue en seconde division. Les Alsaciennes passent proche de la correctionnelle, puisqu'après avoir mené deux buts à zéro, elles voient revenir les Blanzinoises et ne se qualifient qu'au termes de la séance de tirs au but. Le tour suivant donne lieu à un derby, puisque le FCV reçoit son voisin, le CS Mars Bischheim qui évolue en seconde division. Les Fédionoises ne laisse que peu de doute menant rapidement trois buts à zéro dans la première mi-temps pour finalement terminer à un score plus étriqué de quatre buts à deux.

### Matchs officiels de la saison
Le tableau ci-dessous retrace les rencontres officielles jouées par le FC Vendenheim durant la saison. Les buteurs sont accompagnés d'une indication sur la minute de jeu où est marqué le but et, pour certaines réalisations, sur sa nature (penalty ou contre son camp).
| Compétition     | Débute au tour | Place ou tour final | Matches joués | Gagnés | Nuls | Perdus | Buts pour | Buts contre | Différence |
| Division 1      | -              | -                   | 15            | 2      | 3    | 10     | 6         | 42          | -36        |
| Coupe de France | 1/32 de finale | -                   | 2             | 1      | 1    | 0      | 6         | 4           | +2         |
| Total           | -              | -                   | 17            | 3      | 4    | 10     | 12        | 46          | -34        |

## Joueurs et encadrement technique

### Encadrement technique
Lors de cette saison, l'équipe est dirigée par Dominique Steinberger qui s'appuie sur son expérience des saisons précédentes pour mener au mieux son équipe vers le maintien. À la trêve hivernale, il est remplacé par Stéphanie Trognon, entraineur des moins de 19 ans du club.

### Statistiques individuelles
| \| Munich Anstett Boudaud Hoarau Landrieux Félicité Hamidouche Walocha Atamaniuk Mula Schwartz Thomas \| Équipe type de la saison. · D'après les temps de jeu à leur poste. |
| Munich Anstett Boudaud Hoarau Landrieux Félicité Hamidouche Walocha Atamaniuk Mula Schwartz Thomas                                                                          |

| Joueuse                    | Total |
| Joanna Schwartz            | 3     |
| Cindy Thomas               | 2     |
| Fanny Bovalo               | 2     |
| Aurélie Mula               | 1     |
| Félicité Tiziri Hamidouche | 1     |
| Julie Walocha              | 1     |
| Marine Campos              | 1     |
| Viviane Boudaud            | 1     |

| Joueuse         | Total |
| Cindy Thomas    | 1     |
| Joanna Schwartz | 1     |

### Joueuses en sélection nationale
Il n'y a qu'une joueuse internationale au FC Vendenheim, il s'agit de Kadidia Diawara, qui évolue avec l'équipe du Mali.

## Affluence et télévision

### Affluence
Affluence du FCV à domicile
Pour des raisons de normes les joueuses du FC Vendenheim jouent dans le stade des Floralies à Mundolsheim.

### Retransmission télévisée
Profitant de la médiatisation de la Coupe du monde, la FFF avait lancé le lundi 11 juillet 2012 l’appel d’offre pour les droits TV du championnat de France. Ces derniers ont été remportés par France Télévision en duo avec la chaine Eurosport pour un contrat s'élevant à 110 000 euros.

## Équipe réserve et équipes de jeunes
La première réserve fédinoise évolue en Division d’Honneur d'Alsace, soit deux divisions en dessous de l’équipe première, alors que la seconde équipe réserve évolue quant à elle au niveau du championnat du Bas-Rhin. 
Le club breton possède également une équipe des moins de 19 ans qui participe au Challenge National Féminin U19.